# Albrecht III van Brandenburg
Albrecht III van Brandenburg (circa 1250 - tussen 19 november en 4 december 1300) was van 1267 tot 1300 mede-markgraaf van Brandenburg-Salzwedel. Hij behoorde tot het huis Ascaniërs.

## Levensloop
Hij was de derde zoon van markgraaf Otto III van Brandenburg en Beatrix van Bohemen, dochter van koning Wenceslaus I van Bohemen. 
Na de dood van zijn vader in 1267 volgden Albrecht III en zijn broers Johan III, Otto V en Otto VI hem op als markgraven van Brandenburg-Salzwedel. 
Albrecht III bestuurde voornamelijk het gebied rond de stad Stargard en was vanaf 1284 de alleenheerser van dit gebied. Omdat zijn zonen voor hem stierven, verkocht Albrecht III het gebied aan zijn schoonzoon, hertog Hendrik II van Mecklenburg. In 1304 werd Hendrik II officieel erkend als heer van Stargard, maar dan wel als vazal van het markgraafschap Brandenburg.
In 1299 stichtte hij het cisterciënzersklooster Coeli Porta in Lychen. In 1300 overleed Albrecht III, waarna hij oorspronkelijk in de abdij van Lehnin werd begraven. In 1309 werd zijn lichaam vervolgens overgebracht naar het klooster Coeli Porta, waar zijn graf later verdwenen geraakte.

## Huwelijk en nakomelingen
In 1268 huwde hij met Mathilde (overleden in 1300), dochter van koning Christoffel I van Denemarken. Ze kregen volgende kinderen:
- Otto (voor 1276 - 1299)
- Johan (overleden in 1299)
- Beatrix (overleden in 1314), huwde met hertog Hendrik II van Mecklenburg
- Margaretha (1270-1315), huwde in 1291 met koning Przemysł II van Polen en in 1302 met hertog Albrecht III van Saksen-Lauenburg